# أوغست بيبل
فرديناند أوغست بيبل (بالألمانية: August Bebel)‏(22 فبراير 1840 - 13 أغسطس 1913)، سياسي اشتراكي وكاتب وخطيب ألماني. اشتهر بكونه واحدًا من مؤسسي حزب العمال الديمقراطي الاجتماعي في ألمانيا عام 1869، الذي اندمج عام 1875 مع رابطة العمال الألمانية العامة ليصبح معروفًا باسم حزب العمال الاشتراكي في ألمانيا. خلال فترة القمع بموجب أحكام القوانين المناهضة للاشتراكية، أصبح بيبل الشخصية القيادية للحركة الديمقراطية الاجتماعية في ألمانيا وشغل من عام 1892 حتى وفاته منصب رئيس الحزب الديمقراطي الاجتماعي في ألمانيا (إس بّي دي).

## سيرة حياته

### سنواته المبكرة
ولد فرديناند أوغست بيبل المعروف للجميع باسمه الأوسط في 22 فبراير من العام 1840، في مدينة دويتس الألمانية، والتي هي الآن جزء من كولونيا. كان نجل ضابطٍ بروسي في فرقة مشاة بروسية، في الأصل من اوستروفو في مقاطعة بوزن (بوزانيا)، وولد في قاعدة عسكرية.
عندما كان شابًا، تدرب بيبل كنجار في لايبزيغ. حاله حال معظم العمال الألمان في ذلك الوقت، سافر كثيرًا بحثًا عن عمل، وبالتالي أصبح على دراية مباشرة بالصعوبات التي يواجهها العاملون في تلك الأيام.
في سالزبورغ، حيث عاش لبعض الوقت، انضم بيبل إلى نادي عمال الروم الكاثوليك وتطوع عندما كان في تيرول عام 1859 للخدمة في الحرب ضد إيطاليا، لكنه رُفض، ورُفض أيضًا في بلده لأنه غير مؤهل بدنيًا للجيش.
استقر عام 1860 في لايبزيغ حيث عمل خراطًا للخشب في صناعة الأزرار. انضم إلى العديد من المنظمات العمالية. على الرغم من أنه كان معارضًا للاشتراكية في البداية، إلا أنه مال تدريجيًا لأفكارها بسبب منشورات فرديناند لاسال الذي أشاع أفكار كارل ماركس. تأثر عام 1865 بفيلهلم ليبكنخت، ليلتزم بعد ذلك بالقضية الاشتراكية التزامًا كاملًا.

### مسيرته السياسية
بعد وفاة لاسال، كان بيبل من بين مجموعة من الاشتراكيين رفضت اتباع زعيم الحزب الجديد يوهان بابتيست فون شفايتزر في مؤتمر أيزناخ عام 1867، وهو الإجراء الذي أدى إلى ظهور اسم «آيزناخرز» لهذا الفصيل الماركسي. أسس بيبل مع ليبكنخت حزب الشعب الساكسوني كما كان أيضًا رئيسًا لاتحاد جمعيات العمال الألمان من عام 1867 وعضوًا في الرابطة الدولية الأولى (جمعية الشغيلة العالمية).
انتُخب بيبل لعضوية الرايخستاغ الألمانية الشمالية كعضو من ولاية سكسونيا في نفس العام.
عام 1869، ساعد بتأسيس حزب العمال الديمقراطي الاجتماعي في ألمانيا، الذي اندمج فيما بعد مع منظمة أخرى عام 1875 ليصبح حزب العمال الاشتراكي في ألمانيا، والذي أصبح بدوره الحزب الديمقراطي الاجتماعي في ألمانيا في عام 1890.
سرعان ما جعلته موهبته التنظيمية الكبيرة وقدرته الخطابية أحد قادة الاشتراكيين وكبير المتحدثين باسمهم في البرلمان. ظل عضوا في البرلمان الألماني الشمالي، وبعد ذلك في برلمان الإمبراطورية الألمانية، الرايخستاغ، حتى وفاته، باستثناء فترة 1881-1883. مثل على التوالي مقاطعات غلاوشاو-ميرانه ودريسدن وشتراسبورغ (ستراسبورغ الفرنسية حالياً) وهامبورغ. في وقت لاحق من حياته، شغل منصب رئيس حزب إس بّي دي. بما انه كان يمثّل المبادئ الماركسية، فقد واجه معارضة شديدة من بعض الفصائل داخل حزبه.
تحدث بيبل عام 1870 في البرلمان ضد استمرار الحرب مع فرنسا. كان إضافة إلى ليبكنخت العضوين الوحيدين الذين لم يصوتوا على الدعم الاستثنائي المطلوب للحرب مع فرنسا. كان بيبل واحدًا من اثنين فقط من الاشتراكيين المنتخبين في الرايخستاغ عام 1871، واستغل منصبه للاحتجاج على ضم الألزاس واللورين وللتعبير عن تعاطفه الكامل مع الكومونة الباريسية. بعد ذلك قال المستشار الألماني أوتو فون بسمارك أن خطاب بيبل كان «بصيصًا من النور» يظهر له أن الاشتراكية عدو يجب محاربته وسحقه. اتُهم بيبل زورًا بالتواطؤ مع الفرنسيين ضمن مؤامرة لإطلاق سراح أسرى الحرب الفرنسيين المحتجزين في ألمانيا وقيادتهم في هجوم من الخلف. ألقي القبض على بيبل وليبكنخت بتهمة الخيانة العظمى، لكن محاكمته لم تكن ممكنة لعدم كفاية الادلة.
لعدم رغبتهم بإطلاق سراح مثل هؤلاء المعارضين الشديدين للجهود الحربية، وُجّهت لبيبل وليكنخت اتهامات قديمة، متمثلة في التبشير بمذاهب خطيرة والتخطيط ضد الدولة، عام 1872. أُدين الرجلان وحُكم عليهما بعقوبة فيستنغشافت (الاحتجاز في قلعة) لمدة عامين، في قلعة كونيغشتاين الشهيرة. بتهمة إهانة الإمبراطور الألماني، حُكم على بيبل إضافة إلى الحكم السابق بالسجن العادي لمدة تسعة أشهر. ساهم هذا الحكم بزيادة مكانة بيبل بين زملائه في الحزب والجمهور المتعاطف معه بشكل عام.
عام 1874، اتخذ بيبل شريكًا له وأسس مصنعًا صغيرًا للأزرار، حيث عمل بائعًا، لكنه تخلى عن عمله عام 1889 ليكرس نفسه كليًا للسياسة. تواصل في عام 1868 مع طاقم صحيفة الفولكسشتات («دولة الشعب») في لايبزيغ، وفي 1891 مع طاقم صحيفة فورفيرتس («إلى الأمام») في برلين
بعد إطلاق سراحه من السجن، وفي مؤتمر غوتا، ساعد بتنظيم الحزب الموحد للديموقراطيين الاشتراكيين الذي تشكّل اثناء سجنه. بعد إقرار القانون الاشتراكي، استمر بيبل بإظهار نشاط كبير في مناقشات الرايخستاغ، كما انتخب عضوًا في البرلمان الساكسوني. عندما أعلنت حالة الطوارئ وحظر التجوال في لايبزيغ، طُرد من المدينة، وحكم عليه عام 1886 بالسجن لمدة تسعة أشهر لمشاركته في مجتمع سري.
في اجتماعات حزبه لعامي 1890 و1891، تعرضت سياسات بيبل لهجوم شديد، أولاً من قبل المتطرفين أو الاشتراكيين «الشباب» من برلين الذين كانوا يرغبون بالتخلي عن العمل البرلماني، وفاز عليهم بيبل محققًا نصرًا ساحقًا. كما دخل في معركة مع فولمار ومدرسته، الذين أرادوا التخلي عن التحقيق الكامل للقيم الاشتراكية، واقترحوا أن الحزب يجب أن يسعى لا لانقلاب مجتمعي كامل، بل للتغيير التدريجي للمجتمع. استمر هذا الصراع وأصبح بيبل يعتبر الداعية الرئيسي للآراء التقليدية للحزب الماركسي. على الرغم من معارضته القوية للنزعة العسكرية، صرح علنًا أن الدول الأجنبية التي تهاجم ألمانيا يجب ألا تتوقع مساعدة أو حيادًا من الاشتراكيين الديمقراطيين. تنبأ بيبل منذ عام،1911 وسط التوترات المتصاعدة بين القوى الأوروبية، بحرب كبيرة قادمة، حيث يواجه الملايين من الجنود بعضهم البعض، يتلوها انهيار كبير، «إفلاس جماعي وبؤس جماعي وبطالة جماعية ومجاعة كبيرة».
ألقى بيبل عام 1899 خطابًا في مؤتمر هانوفر للحزب الديمقراطي الاجتماعي أدان فيه النزعة التحريفية لإدوارد بيرنشتاين. حصل قراره، «الهجمات على الآراء والتكتيكات الأساسية للحزب»، على تأييد الغالبية العظمى في المؤتمر، بمن فيهم أنصار بيرنشتاين.

## روابط خارجية
- أوغست بيبل على موقع الموسوعة البريطانية (الإنجليزية)
- أوغست بيبل على موقع ديسكوغز (الإنجليزية)